# Gerabronn
Gerabronn é uma cidade da Alemanha, no distrito de Schwäbisch Hall, na região administrativa de Estugarda, estado de Baden-Württemberg.

## Imagens

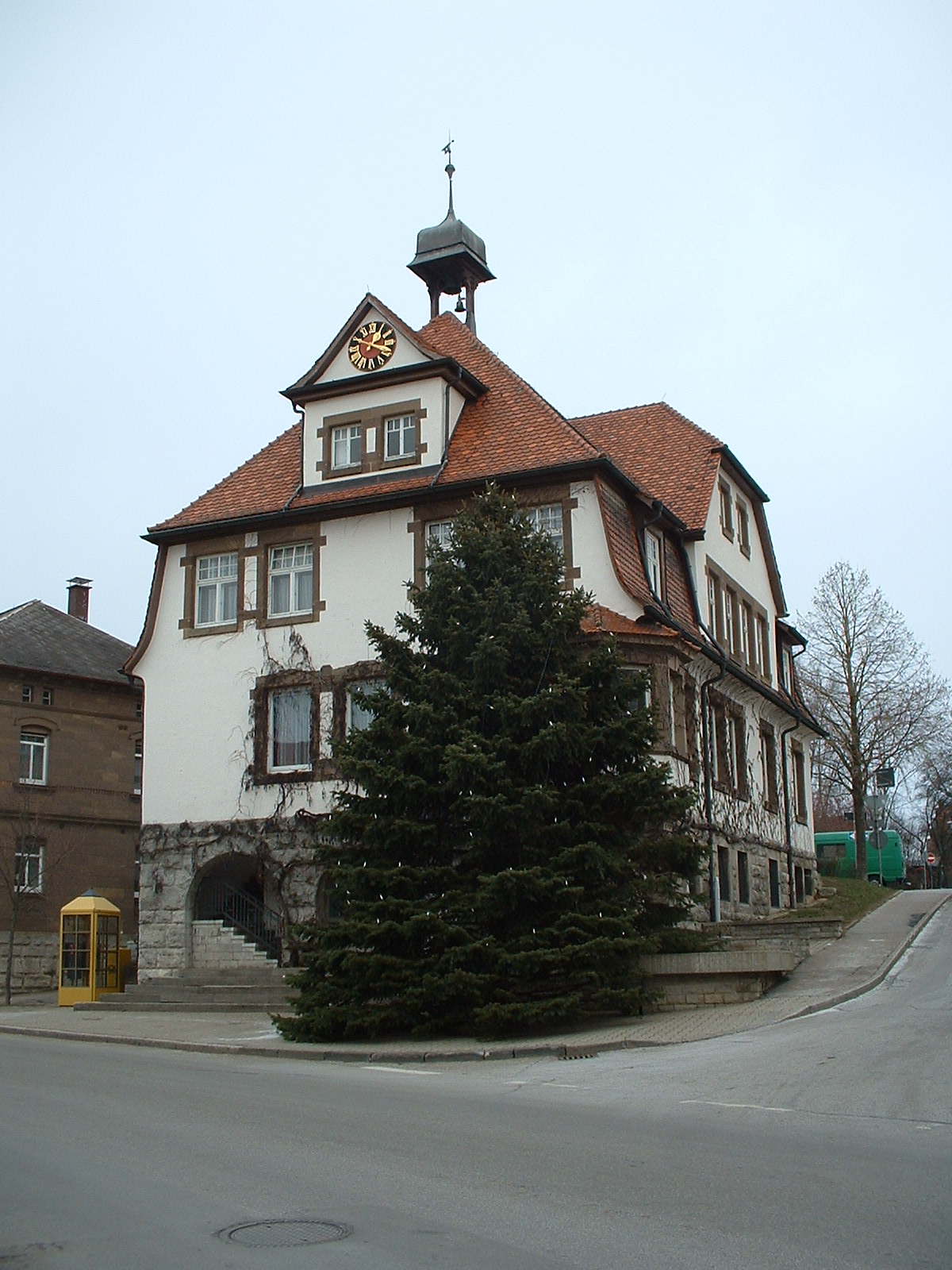
Prefeitura
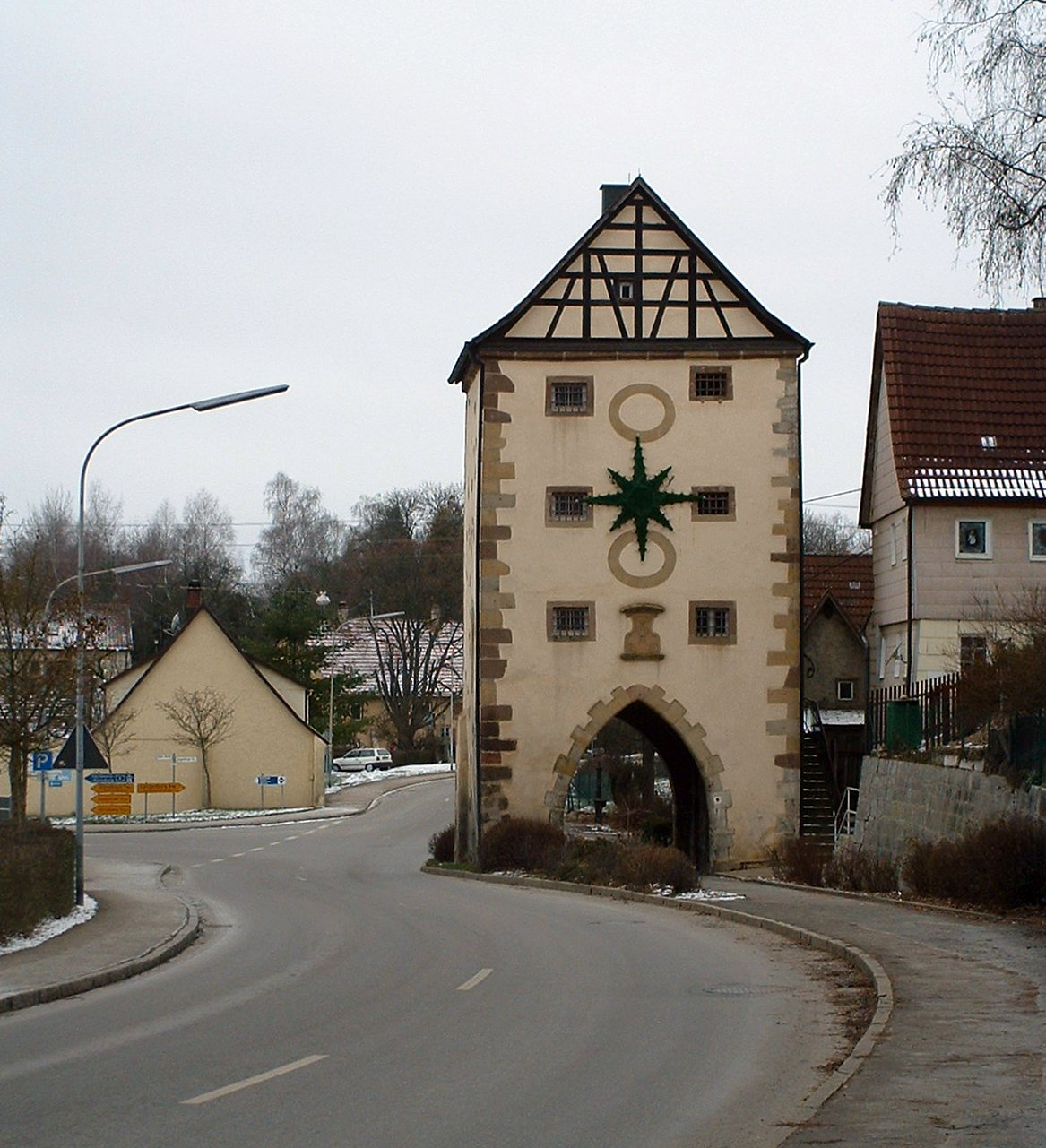
Portão da cidade
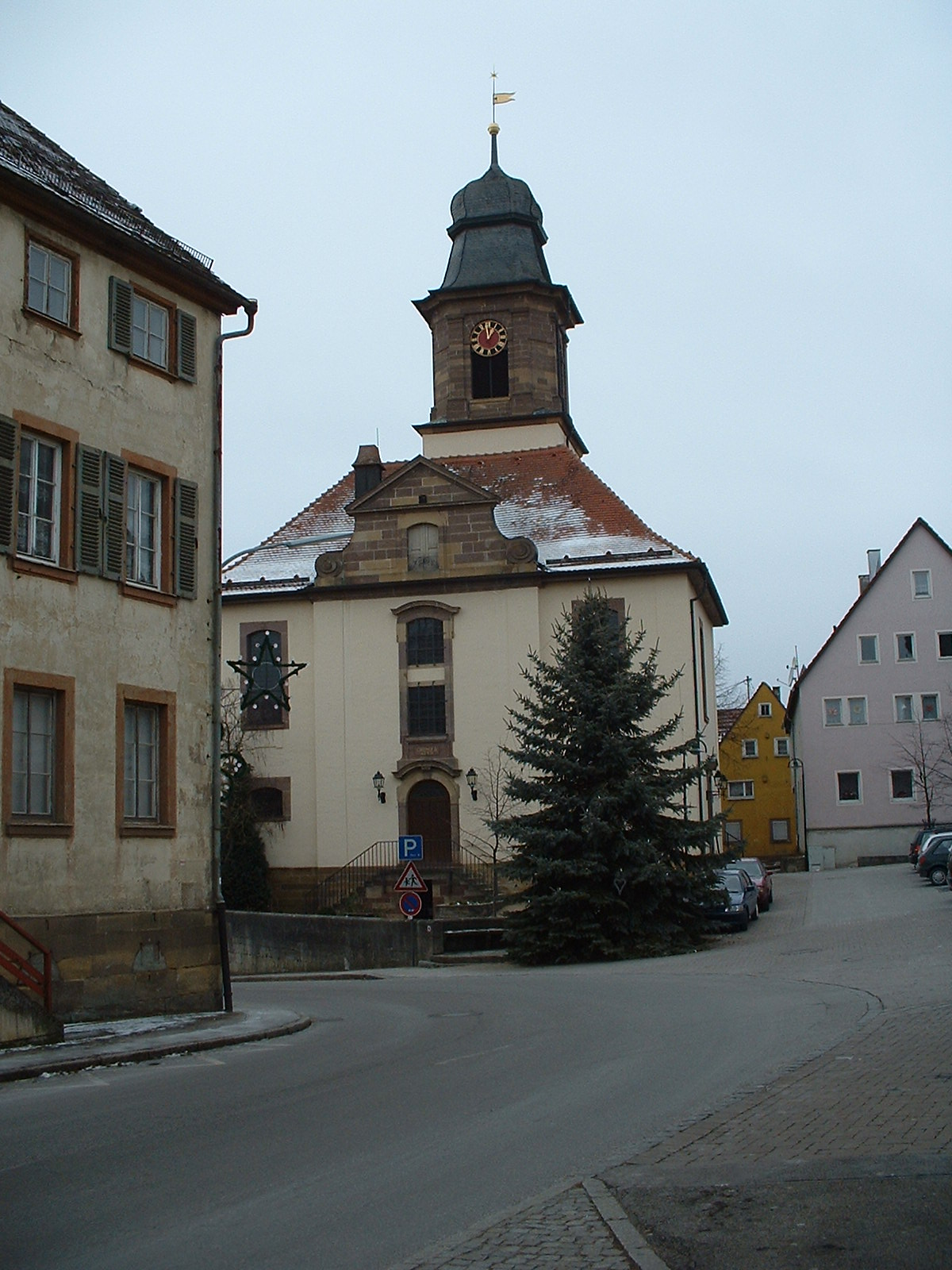
Igreja Protestante